# Циси (Вармінсько-Мазурське воєводство)
Циси (пол. Cisy, нім. Seeheim) — село в Польщі, у гміні Простки Елцького повіту Вармінсько-Мазурського воєводства.
Населення — 33 особи (2011).
У 1975-1998 роках село належало до Сувальського воєводства.

## Демографія
Демографічна структура станом на 31 березня 2011 року:
|          | Загалом | Допрацездатний вік | Працездатний вік | Постпрацездатний вік |
| -------- | ------- | ------------------ | ---------------- | -------------------- |
| Чоловіки | 20      | 5                  | 11               | 4                    |
| Жінки    | 13      | 3                  | 6                | 4                    |
| Разом    | 33      | 8                  | 17               | 8                    |